# Meister des Allendorfer Altars
Mit Meister des Allendorfer Altars wird ein namentlich nicht bekannter gotischer Bildschnitzer und Maler bezeichnet, der um 1420/30 einen Flügelaltar für die Dorfkirche Allendorf (Thüringen) geschaffen hat. Der Altar ist einer der frühesten mitteldeutschen Schnitzaltäre und Beispiel eines Stils einer Thüringer oder Erfurter Schule.

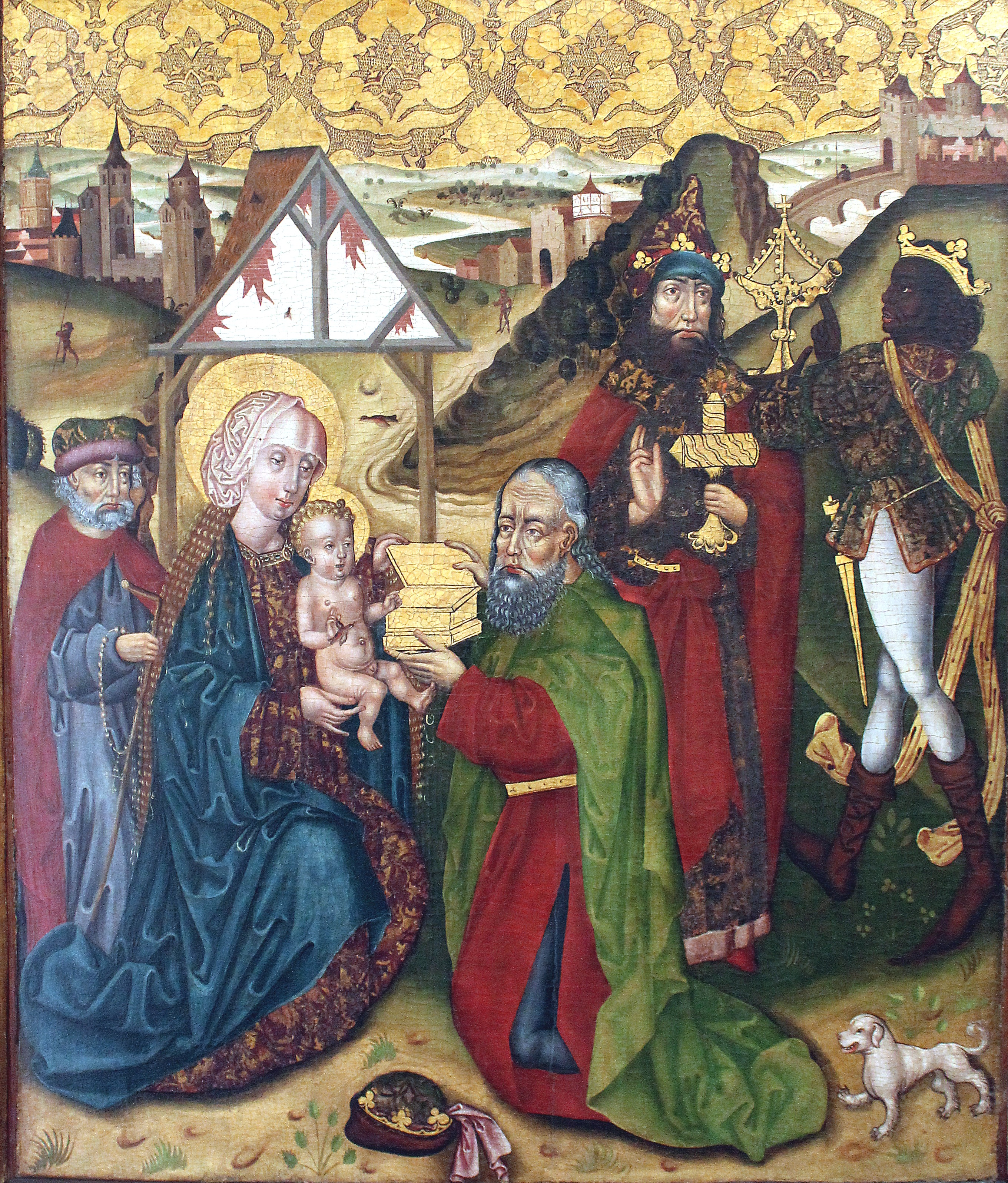
Linker Altarflügel aus Heilsberg

Der Allendorfer Altar ist ein typisch kastenförmiger Schrein wie auch andere zeitgleiche Altäre der frühen Gotik, noch ohne geschnitzte Verzierung der Außenseiten. Er zeigt im Inneren die geschnitzten Figuren von Maria mit dem Jesusknaben umgeben von zwölf Heiligen. Die Figuren sind mit vergoldeten Baldachinen bekrönt. Die Außenseiten der Flügeltüren sind mit Szenen aus der Passion bemalt, die im geschlossenen Zustand zu sehen sind.
Der Allendorfer Altar war seit 1930 als Leihgabe im Stadtmuseum Eisenach und ist seit 2008 an das Museum auf der Heidecksburg gegangen.